# MySQLi
L'extension MySQLi (abréviation pour MySQL Improved en anglais, c'est-à-dire MySQL Amélioré) est un pilote informatique qui permet d'interfacer des programmes écrits dans le langage de programmation PHP avec les bases de données MySQL, depuis la version 4.1.

## Comparatif
Elle fait partie des trois API de connexion à MySQL :
- Extension PHP MySQL
- Extension PHP MySQLi
- PHP Data Objects (PDO)

|                                                | MySQLi | PDO        | PHP's MySQL Extension |
| ---------------------------------------------- | ------ | ---------- | --------------------- |
| Version de PHP                                 | > 5.0  | > 5.0      | < 3.0                 |
| Inclut avec PHP 5.x                            | Oui    | Oui        | Oui                   |
| Statut                                         | Actif  | Actif      | Maintenance seulement |
| API avec codage des caractères                 | Oui    | Oui        | Non                   |
| API avec instruction côté serveur              | Oui    | Oui        | Non                   |
| API avec instruction côté client               | Non    | Oui        | Non                   |
| API avec procédure stockée                     | Oui    | Oui        | Non                   |
| API avec instructions multiples                | Oui    | La plupart | Non                   |
| Supporte toutes les fonctionnalités MySQL 4.1+ | Oui    | La plupart | Non                   |

## Exemples
L'extension peut être utilisée soit par ses fonctions, soit par une classe et ses méthodes :
```
<?php

// Fonctions

$db
 
=
 
mysqli_connect
(
"exemple.com"
,
 
"utilisateur"
,
 
"mot_de_passe"
);

mysqli_select_db
(
$db
,
 
"MaBase"
);
 
// Le $link (ici $db), se place toujours en première position et est obligatoire avec MySQLI

$res
 
=
 
mysqli_query
(
$db
,
 
"SELECT * FROM MaTable"
);

$ligne
 
=
 
mysqli_fetch_assoc
(
$res
);

var_dump
(
$ligne
);

// ou alors

while
(
$row
 
=
 
mysqli_fetch_assoc
(
$res
))
 
{

    
$first
 
=
 
$row
[
'COL_FIRST'
]

    
...

}

// Idem avec la classe

$mysqli
 
=
 
new
 
mysqli
(
"exemple.com"
,
 
"utilisateur"
,
 
"mot_de_passe"
,
 
"MaBase"
);

$res
 
=
 
$mysqli
->
query
(
"SELECT * FROM MaTable"
);

$ligne
 
=
 
$res
->
fetch_assoc
();

var_dump
(
$ligne
);

?>

```